# Almindelig firling
Almindelig firling (Sagina procumbens) er en 3-6 cm høj urt, der vokser på kulturjord og enge. Den er almindelig i Danmark, f.eks. mellem fliser og brosten i byen.

## Beskrivelse
Alm. firling er en flerårig urt med en nedliggende vækst, der først danner en roset af spidse blade. Stænglerne er tæt forgrenede og sprøde, og de bærer modsatte, nåleagtigt spidse blade.
Blomstringen sker i maj-september, og de 4-tallige blomster sidder enkeltvis i bladhjørnerne. De kan mangle kronblade, men af og til ses de hvidgrønne kronblade dog. Frugterne er kapsler med få frø.
Rodnettet er overraskende stort og kraftigt. De nedliggende stængler slår rod og danner nye, grundstillede bladrosetter.
Højde x bredde og årlig tilvækst: 0,05 x 0,20 m (5 x 2cm/år), heri ikke medregnet bladrosetter fra stænglerne.

## Voksested
Arten er cirkumpolar og findes i tempererede egne både på den sydlige og nordlige halvkugle. Den er naturligt forekommende i Danmark, hvor den findes på kalkfattigt ler, hvor den er indikatorplante for svingende fugtighed og kvælstofindhold. Den tåler forbavsende meget trafikslid og findes derfor i de såkaldte "trådsamfund" (= nedtrædningssamfund) f.eks. mellem fliser sammen med flere mosarter, glat ærenpris og smalbladet timian.